# 1727 en santé et médecine
| Années de la santé et de la médecine : 1724 - 1725 - 1726 - 1727 - 1728 - 1729 - 1730    |
| Décennies de la santé et de la médecine : 1690 - 1700 - 1710 - 1720 - 1730 - 1740 - 1750 |

Cet article présente les faits marquants de l'année 1727 en santé et médecine.

## Événements
- Mai : début de l'affaire du cimetière de Saint-Médard à Paris. La rumeur de miracles attire une foule de plus en plus importante, à la recherche de guérisons. Des phénomènes d'hystérie ont bientôt lieu, dans de telles proportions que l'ordre public est troublé.
- 18 novembre : un tremblement de terre fait 77 000 victimes à Tabriz en Iran[1].

Sans date
- Le café est introduit au Brésil par la Guyane[2].

## Naissances
- 16 février : Nikolaus Joseph von Jacquin (mort en 1817), médecin et botaniste néerlandais.
- 29 avril : Nicolas-François Rougnon (mort en 1799), médecin français qui décrit en 1768 l'angine de poitrine[3].
- 4 juin : Jean-Louis Bagot (mort en 1794), chirurgien de marine, maire de Saint-Brieuc de 1774 à 1790 et député à l'Assemblée législative en 1791.
- 18 juin : Charles-Augustin Vandermonde (mort en 1762), médecin français, théoricien de l'hygiénisme et de l'eugénisme, et l'un des pères du journalisme médical.
- 18 novembre : Philibert Commerson (mort en 1773), médecin, explorateur et un naturaliste français.
- 4 décembre : Johann Gottfried Zinn (mort en 1759), médecin anatomiste et botaniste allemand.

## Décès
- 18 juin : Jean-Nicolas de La Hire (né en 1685), médecin et botaniste français.
- 2 octobre : Johann Conrad Brunner (né en 1653), médecin suisse.

Sans date
- Francesco Maria Nigrisoli (né en 1648), médecin italien.